# Linde (Nümbrecht)
Linde ist ein Ortsteil von Nümbrecht im Oberbergischen Kreis im südlichen Nordrhein-Westfalen innerhalb des Regierungsbezirks Köln.

## Lage und Beschreibung
Der Ort liegt zwischen den Nümbrechter Ortsteilen Marienberghausen im Norden und Guxmühlen im Süden. Der Ort liegt in Luftlinie rund 3,5 km nordwestlich vom Ortszentrum von Nümbrecht entfernt.

## Geschichte

### Erstnennung
1447 wurde der Ort das erste Mal urkundlich erwähnt und zwar "Rechnung des Rentmeisters Joh. van Flamersfelt".
Schreibweise der Erstnennung: Linden